# 風聆
風聆（1974年—），男性，以《馬桶上的阿拉丁》一書奪得第一屆台灣角川輕小說暨插畫大賞銀賞，該書的插畫家為插畫大賞的銅獎得主kurudaz。
得獎前已經是甚有名氣的暢銷小說家，以惡搞爆笑的歡樂崩壞風格聞名，現職小學教師，居於台中。

## 出版作品
- 美味的飯糰大魔王（台灣角川，2013-11-20 出版）
- 馬桶上的阿拉丁 全4卷（台灣角川，2009出版）
- 廁所裡的無限空間（春天，2007-07-02 出版）
- 魔王爸爸的16封信．新版（春天，2007-01-30 出版）
- 好孩子的國民武俠故事（春天，2006-12-15 出版）
- 皇家羅布斯塔的咖啡館奇遇（法蘭克福，2006-04-01 出版）
- 想你，24小時不打烊（法蘭克福，2005-10-13 出版）
- 神．歐巴桑（春天，2005-04-01 出版）
- 魔王爸爸的時空迴廊（春天，2004-04-15 出版）
- 絕世．分上下集（春天，2004-09-01 出版）
- 魔王爸爸的16封信（春天，2003-09-12 出版）曾獲選2003年博客來年度百大網友好評書
- 仲夏夜之錯（樂透文化，2003-08-01 出版）
- 自爆咒文搜索小組 （页面存档备份，存于）（培育文化，2001-01-01 出版）

## 腳注
1. ↑  台灣角川第一屆輕小說暨插畫大賞 （页面存档备份，存于）、第一屆得獎作品 （页面存档备份，存于） （繁體中文）

## 外部連結
- icecream風聆的藏寶地圖 （页面存档备份，存于） 官方網誌 （繁體中文）
- icecream風聆的小說盒 （页面存档备份，存于） 官方網誌 （繁體中文）
- 風聆的新浪微博